# Núi Pantokrator
Núi Pantokrator (đôi khi còn gọi là Pantocrator, Pantōkrator, Παντοκράτωρ trong tiếng Hy Lạp) là một ngọn núi nằm ở phía Đông Bắc Corfu. Ở độ cao 906 mét (2.972 ft) so với mặt nước biển, đây là ngọn núi cao nhất trên đảo. Tại đỉnh núi, có thể nhìn thấy toàn bộ Corfu, cũng như Albania nằm cách hòn đảo một khoảng cách ngắn. Vào những ngày đặc biệt quang đãng, bạn cũng có thể nhìn thấy nước Ý mặc dù nó cách ngọn núi khoảng 130 km (81 mi). Ở đỉnh núi có một quán cà phê cho khách du lịch, một trạm viễn thông với tháp lớn nhất nằm ngay trên một cái giếng, và một tu viện. Tu viện đầu tiên ở đây là Angevin, được xây dựng vào năm 1347 nhưng sau đó bị phá hủy vào khoảng năm 1537. Tu viện mới đã được xây dựng lại thông qua sự đóng góp của người dân các làng xung quanh. Tu viện hiện tại có từ khoảng năm 1689, và mặt tiền của tu viện được xây dựng trong thế kỷ XIX. Nó  dành riêng cho Giêsu hiển dung.

## Thư viện ảnh

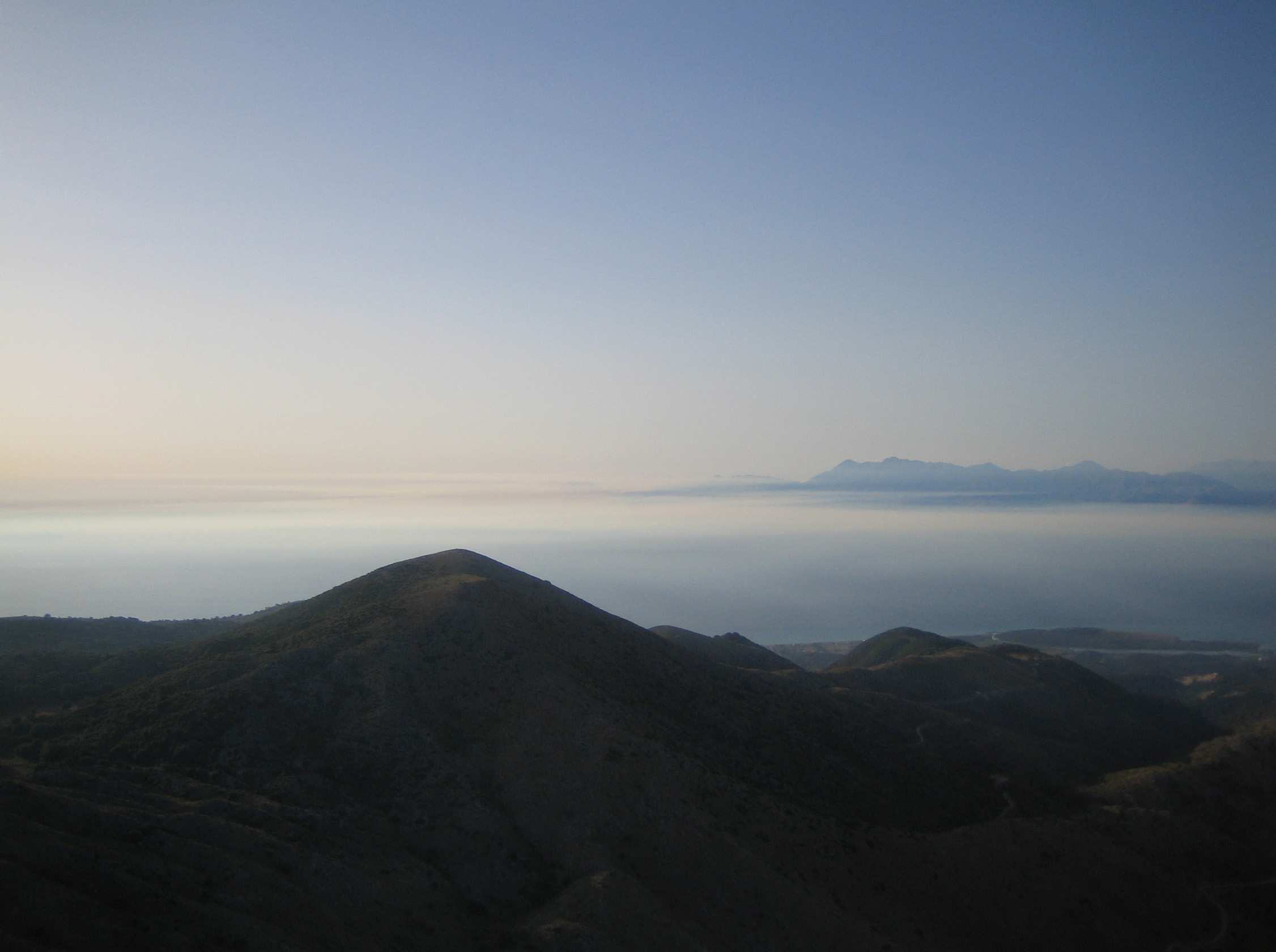
Từ đỉnh núi.
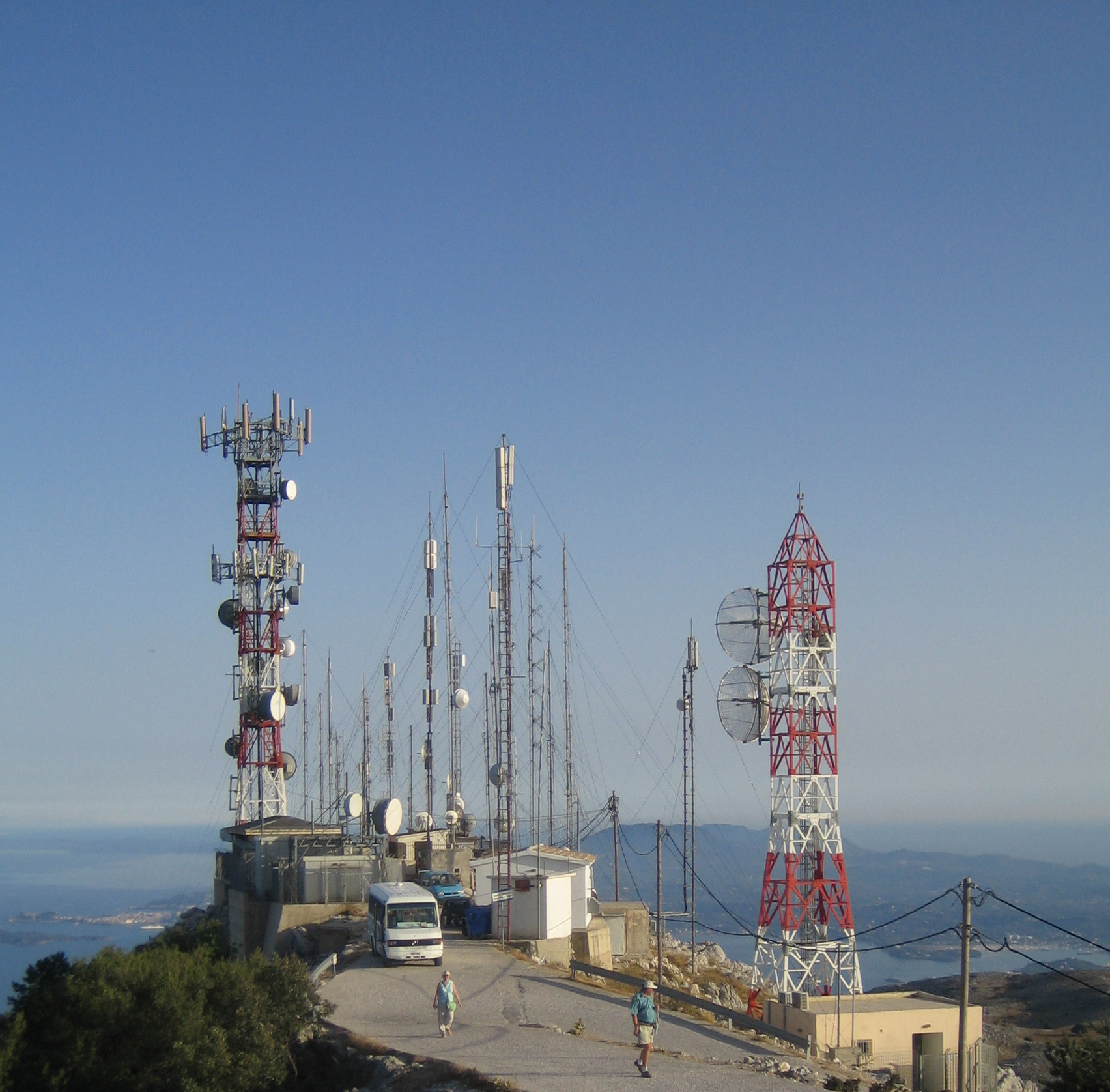
Trạm thông tin liên lạc.
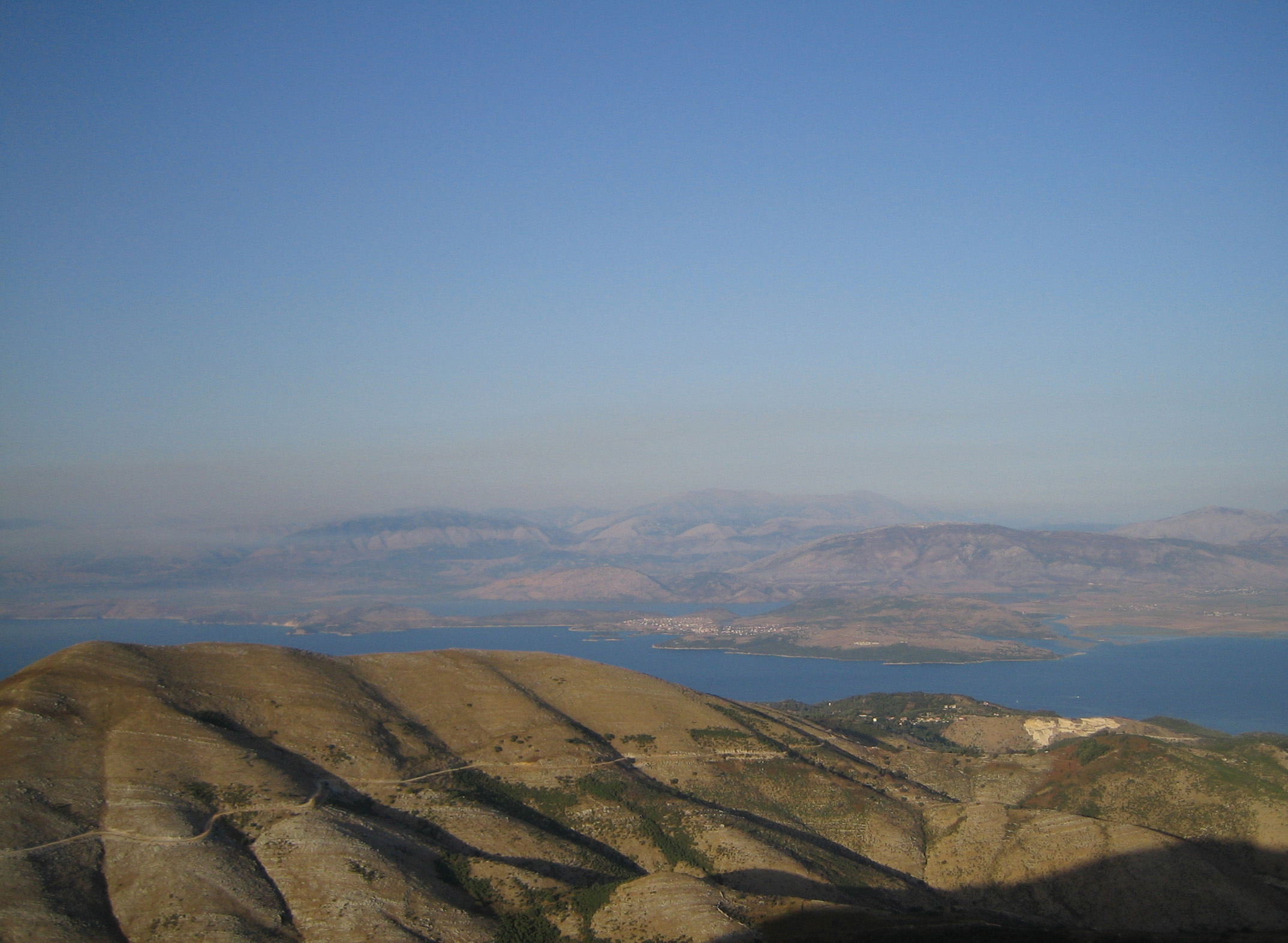
Từ Pantokrator nhìn về phía đông về phía Albania